# Giuseppe Ornati
Giuseppe Ornati (Albairate, 3 luglio 1887 – Milano, 25 agosto 1965) è stato un liutaio italiano.
Considerato uno dei più bravi costruttori di violino del suo periodo, iniziò come carpentiere e quindi ricevette le sue prime nozioni di liuteria da Carlo Moneta.
Nel 1903 iniziò a lavorare nello studio di  Leandro Bisiach, dove lavorò per alcuni anni insieme a Gaetano Sgarabotto.
Distinguendosi dai contemporanei per le sue capacità, costruì numerosi strumenti e ne riparò per Bisiach fino al 1919, in quell'anno aprì il suo studio.
Vinse un premio in una competizione a Roma nel 1920 e partecipò a numerose fiere, insegnò alla scuola di costruzione di violini di Cremona dal 1961 al 1963.
La sua produzione è caratterizzata dall'accuratezza e dall'eleganza.